# سفارة اليونان في المملكة المتحدة
سفارة اليونان في المملكة المتحدة هي أرفع تمثيل دبلوماسي لدولة اليونان لدى المملكة المتحدة. تقع السفارة في لندن وهي تهدف لتعزيز المصالح اليونانية في المملكة المتحدة.

## وصلات خارجية
- قائمة سفارات اليونان
- قائمة السفارات في المملكة المتحدة